# Ректифікаційна колона

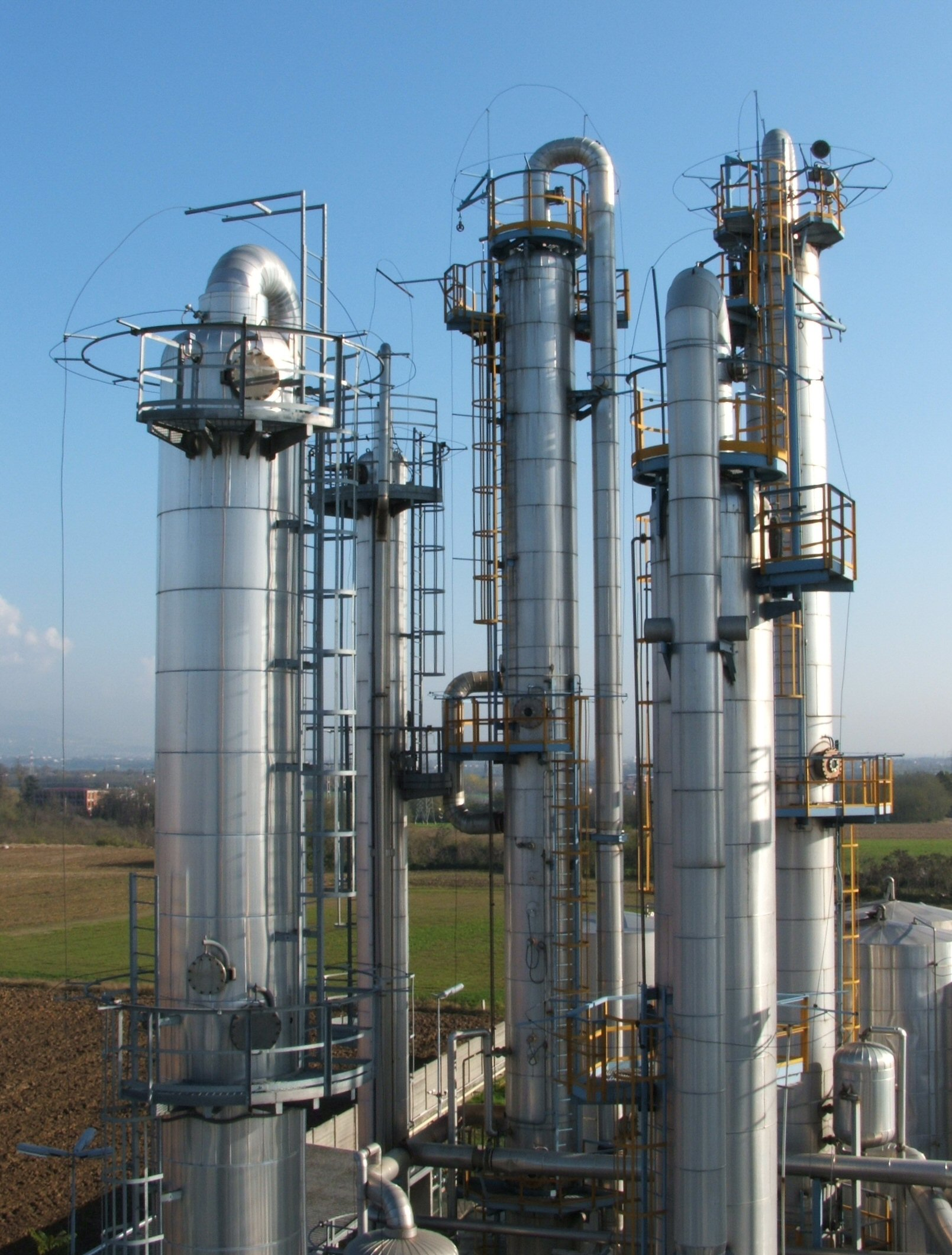
Промислові ректифікаційні колони

Ректифікаці́йна коло́на — технологічний апарат, призначений для розділення рідких сумішей, складові яких мають різну температуру кипіння. Класична колона являє собою вертикальний циліндр з контактними пристроями всередині.

## Класифікація ректифікаційних колон
По призначенню:
- Повна (живлення в середині);
- Відгінна (живлення зверху замість флегми);
- Концентраційна (живлення знизу);
- Складна (можливе використання циркуляційного зрошення по висоті колони).

По способу підведення тепла в колонну:
- Вбудований теплообмінник;
- Виносний теплообмінник.

По способу відведення тепла з колони:
- З застосуванням парціального конденсатора;
- Гострого (холодного) зрошення;
- Циркуляційного зрошення.

По тиску в колоні:
- Атмосферні (киплячі фракції 30-150 °С);
- Вакуумні (для розділення висококиплячих компонентів);
- Підвищеного тиску (застосовують, коли суміш при атмосферному тиску знаходиться в газовій фазі).

По типу контактних пристроїв:
- Тарілчасті;
- Насадкові.

## Промислове застосування
Ректифікація відома з початку XIX століття як один з найважливіших технологічних процесів головним чином спиртової та нафтової промисловості. В наш час[коли?] ректифікацію все ширше застосовують в найрізноманітніших областях хімічної технології, де виділення компонентів у чистому вигляді має дуже важливе значення (у виробництвах органічного синтезу, ізотопів, полімерів, напівпровідників і різних інших речовин високої чистоти).

## Принцип роботи

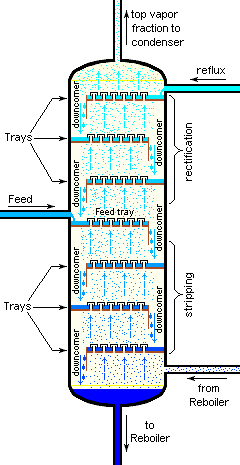
Схематичне зображення ректифікаційної колони з тарілками і насадками.

У ректифікаційні колони подаються пари рідин, що переганяються. Вони піднімаються знизу, а в режимі протитечії назустріч парам йде рідина, яка конденсується нагорі в холодильнику. У випадку, якщо речовина розганки складається з двох компонентів, кінцевими продуктами є дистилят, що виходить з верхньої частини колони і кубовий залишок (менш летючий компонент у рідкому вигляді, що виходить з нижньої частини колони). Ситуація ускладнюється, якщо необхідно розділити суміш, що складається з великої кількості фракцій.
Відгінні частини колон виконані у вигляді окремих апаратів, так званих відпарних колон або стрипінг-секцій. Відпарні секції пов'язані з основною колоною потоками рідини та пари

## Різновиди
Ректифікаційні установки за принципом дії поділяються на періодичні та безперервні. В установках безперервної дії колективна сира суміш надходить в колону і продукти поділу виводяться з неї безперервно. В установках періодичної дії суміш, яку поділяють, завантажують в куб  і ректифікацію проводять до одержання продуктів заданого кінцевого складу.

## Конструкції
Промислові ректифікаційні колони можуть досягати 60 метрів у висоту і 6 метрів у діаметрі.
У ректифікаційних колонах як контактні пристрої застосовуються тарілки (ковпачкові або провальні), або насадка. Насадка, що заповнює колону (зазвичай кільця Рашига), може бути металева, керамічна, скляна та інші. Конденсація здійснюється на  поверхні цих елементів.